# Le Héros de la famille
Pour plus de détails, voir Fiche technique et Distribution.
Le Héros de la famille est une comédie dramatique française de Thierry Klifa sortie en 2006.

## Synopsis
Gabriel, propriétaire d'un cabaret d'une ville côtière, met fin à ses jours. À ses funérailles se retrouvent Nicky - magicien dans ce cabaret, bras droit et fils spirituel de Gabriel -, Simone - ancienne partenaire à la scène et ancienne compagne de Nicky -, Marianne - fille de Nicky et Simone -, et Nino, le fils que Nicky a eu avec une autre femme. 
La lecture du testament révèle une surprise ...

## Fiche technique
- Réalisation : Thierry Klifa
- Scénario : Christopher Thompson et Thierry Klifa
- Dialogue : Christopher Thompson
- Photographie : Pierre Aïm
- Compositeur : David François Moreau
- Montage : Luc Barnier
- Chef décorateur: François Emmanuelli
- Costumes : Catherine Leterrier
- Ingénieur du son : Pierre Lenoir
- Producteur de cinéma : Saïd Ben Saïd
- Société de production : SBS Films, Edelweiss SRL et France 2 Cinéma
- Distribution : UGC
- Langue : français
- Pays :  France
- Sorie : 20 décembre 2006

## Distribution
- Gérard Lanvin : Nicky Guazzini
- Catherine Deneuve : Alice Mirmont
- Emmanuelle Béart : Léa O'Connor
- Miou-Miou : Simone Garcia
- Michaël Cohen : Nino Bensalem
- Géraldine Pailhas : Marianne Bensalem
- Claude Brasseur : Gabriel Stern
- Valérie Lemercier : Pamela
- Pierrick Lilliu : Fabrice
- Gilles Lellouche : Jérôme
- Claire Maurier : Colette
- Pierre Perrier : Raphaël
- Lorenzo Balducci : Frankie
- Grégoire Oestermann : Antoine
- Éléonore Gosset : Véra
- Jean-Noël Brouté : Le gardien du cimetière
- Evelyne Buyle : Maître Robineau
- Anna Bondareva : Tatiana
- Thibaut Gonzalez : Nico